# جيغمي دورجي وانغشوك
جيغمي دورجي وانغشوك هو الملك الثالث لمملكة بوتان ولد في 2 مايو 1928م وتوفي في 15 يوليو 1972م تولى الحكم في 27 أكتوبر 1952م خلفا لوالده جيغمي وانغشوك وتولى الحكم بعد وفاته ولده جيغمي سينغي وانغشاك.
وهو أول ملك لبوتان بعد استقلالها عن الهند.